# Eressa catoria
Eressa catoria är en fjärilsart som beskrevs av Swinhoe. Eressa catoria ingår i släktet Eressa och familjen björnspinnare. Inga underarter finns listade i Catalogue of Life.